# Samjiyon (Ciudad)

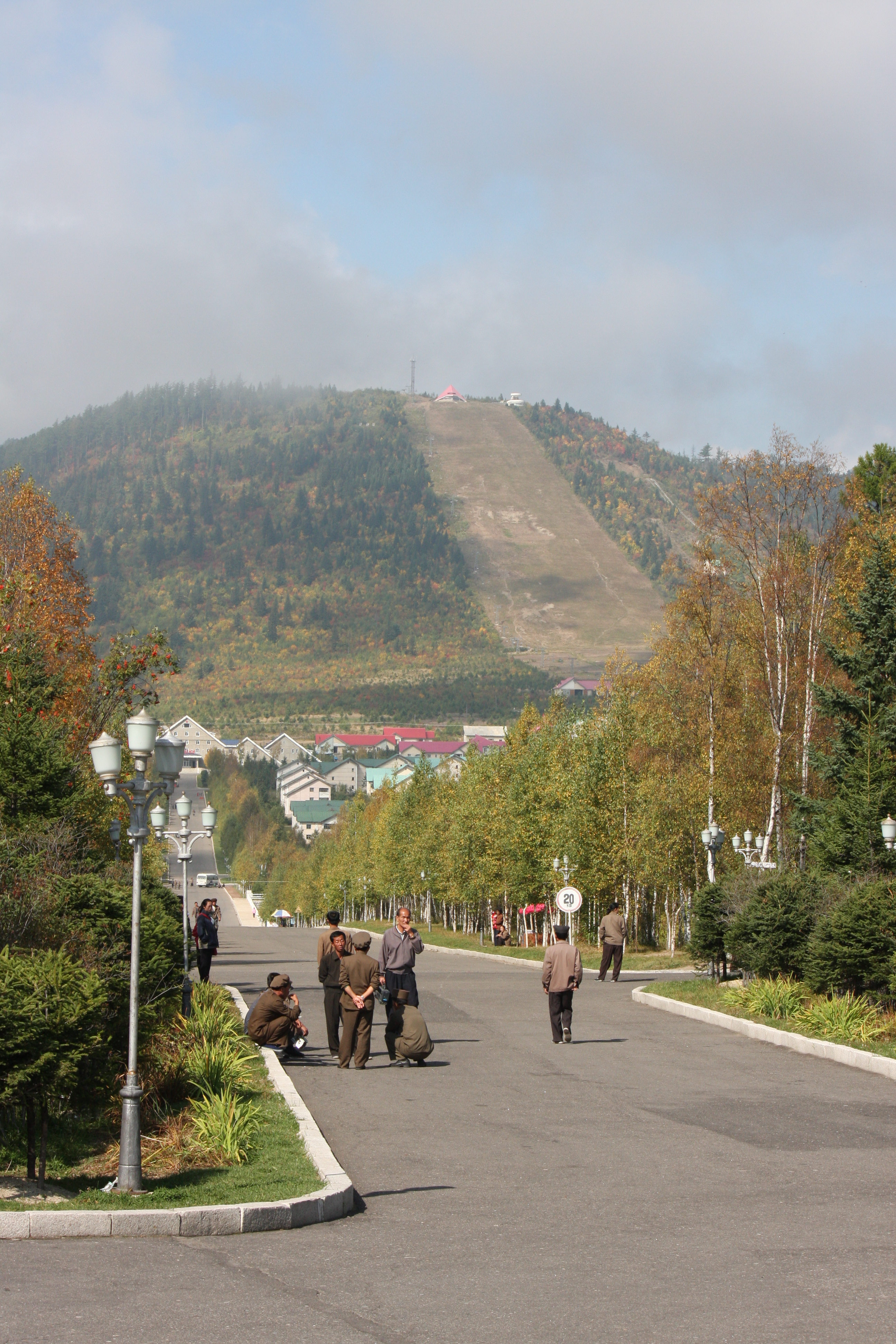
Samjiyon

La ciudad de Samjiyon está en el distrito de Samjiyŏn, también llamado Samjiyŏn-kun, de la provincia de Ryanggang de  Corea del Norte. Situada a los pies del Monte Paektu, una montaña venerada por los coreanos, y en el entorno de los lagos  Samjiyon es un destino turístico importante del país. Es la capital del distrito homónimo.
La ciudad diseñada y construida a lo largo de 2018 y 2019 (fue el proyecto más envergadura del país durante esos años) fue inaugurada por el líder norcoreano Kim Jong-un el 2 de diciembre de 2019. Diseñada como "modelo de la ciudad civilizada socialista de montaña" y teniendo como referencia que Samjiyŏn es el lugar de nacimiento de Kim Jong-il, quien dirigió el país entre 1994 y 2011, fue construida por la División de Construcción número 216.
El entorno en que se ha levantado contaba ya con una extensa infraestructura turística y de ocio, con edificios restaurados,  ocio para jóvenes, construido en 2005, instalaciones para la práctica del esquí y escultismo o al senderismo financiadas por las escuelas locales. Estas desarrollan sus actividades en los alrededores del Monte Paektu.
Cuenta con el  Aeropuerto de Samjiyon que es de servicio mixto militar y civil. Los vuelos comerciales están a cargo de la aerolínea oficial del estado, Air Koryo que mantienen líneas con destino a Pyonyang, Wonsan y Chongjin.